# Vliegsimulator

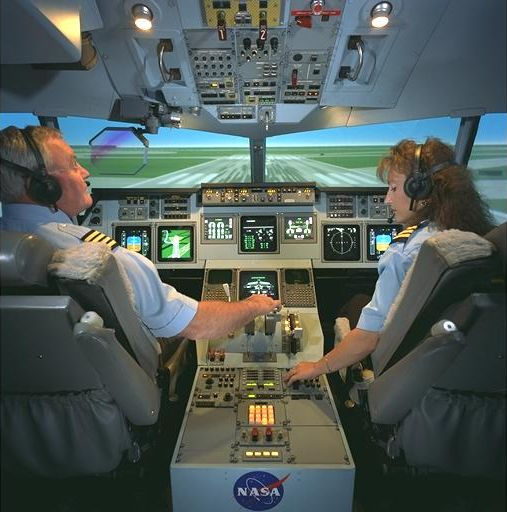
Nagebootste cockpit met visual

Een vliegsimulator, of vluchtnabootser (Engels: flight simulator), is een technisch systeem waarmee de omgang met een vliegtuig op de grond gesimuleerd kan worden. Hoewel een dergelijk systeem ook gebruikt wordt voor onderzoek en ontwikkeling van nieuwe systemen en (vlieg)procedures, ligt de voornaamste toepassing in het opleiden en certificeren van piloten.

## Historie

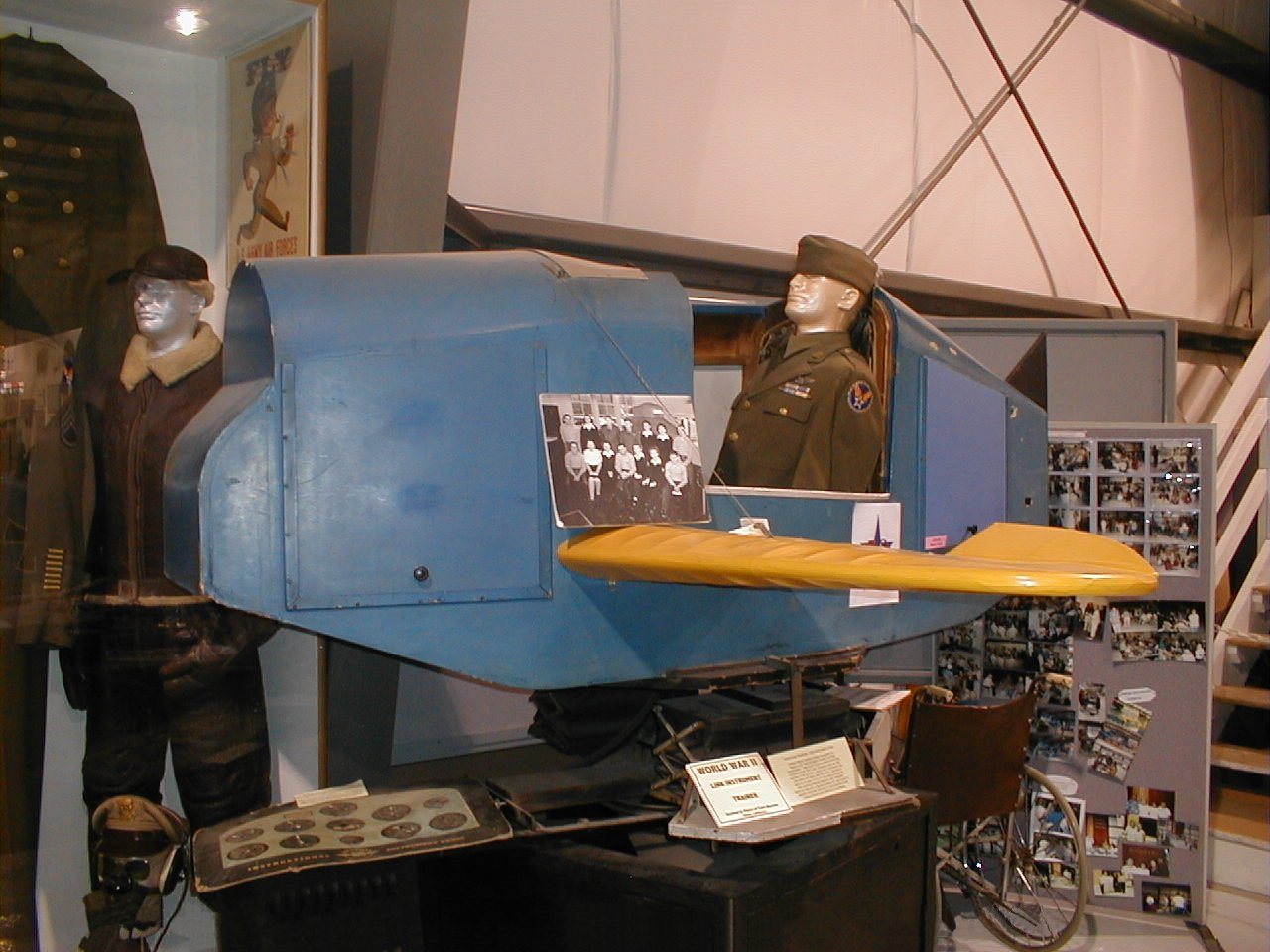
Een van de oudste simulatoren: de linktrainer

De simulator is door de jaren geëvolueerd vanuit de linktrainer uit de jaren 1930. Zo'n simulator, gebouwd door Ed Link, bestond uit een 'hokje' met wat basisinstrumenten, dat gemonteerd was op een kruiskoppeling, zodat het bouwsel kon reageren op de bedieningsorganen. Eventueel kon de linktrainer met luiken verduisterd worden om instrumentenvluchten te oefenen.
Geavanceerde simulatoren, waarin een volledige cockpit over meerdere assen kan bewegen en waarmee uiteenlopende vliegomstandigheden nagebootst kunnen worden, staan bekend als level D.

## Opbouw van het systeem
De mate waarin een vliegsimulator de realiteit weet te benaderen, hangt af van de natuurgetrouwheid waarmee een aantal deelsystemen de werkelijkheid weten na te bootsen. Een vliegsimulator is doorgaans opgebouwd uit de volgende deelsystemen:

### Cockpit
De cockpit kan variëren van een eenvoudig instrumentenpaneel met passieve stuurorganen (stuurknuppel, pedalen) tot aan een volledige replica van een modern vliegtuig, waarin alle instrumenten exact werken zoals in het echte toestel.

### Visueel systeem
Dit systeem, soms aangeduid als 'visuals', genereert het beeld dat de leerling ziet als hij 'naar buiten' kijkt. Ook dit systeem kan variëren van een eenvoudige computermonitor tot een volledig 'collimated display system', waarbij de leerling een gedetailleerd beeld van de buitenwereld voorgeschoteld krijgt. De prijs van displaysystemen varieert van enkele duizenden euro's (lcd-monitoren) tot enkele miljoenen. Niet alleen het scherm en de projectoren zijn belangrijk, ook de computer en de software die het beeld berekenen (image generation) zijn van belang. De laatste jaren heeft de vooruitgang van grafische kaarten een enorme bijdrage geleverd aan de realiteit van lowbudget-vliegsimulatoren.

### Instructor Station
Het Instructor Station is het gedeelte waar de trainingsinstructeur zit. De instructeur bepaalt het verloop van de training, kan trainingsscenario's oproepen (bijvoorbeeld de mate van belading, motorstoringen, brand of weersveranderingen) en houdt de piloten in de gaten.

### Bewegingssysteem

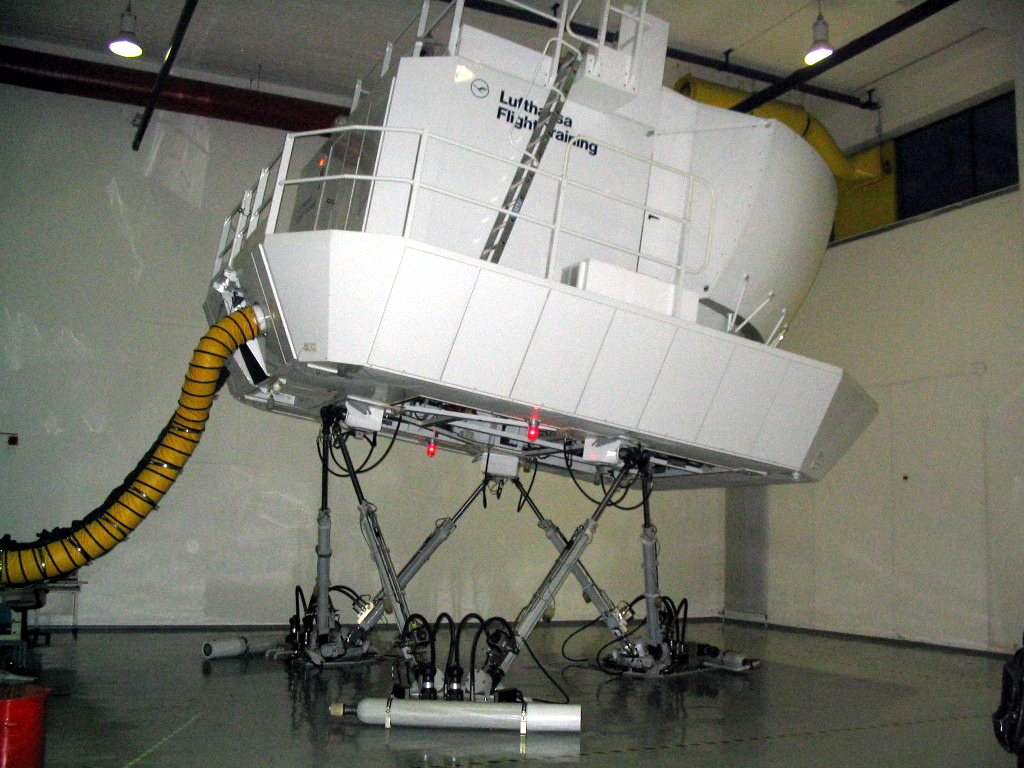
Beweegbaar platform onder een vliegsimulator

Het Bewegingssysteem (ook wel Motion system genoemd) laat de piloot de bewegingen van het echte vliegtuig ervaren. Deze systemen bestaan meestal uit zes actuatoren die de cockpit in alle richtingen kunnen laten bewegen. Er bestaan elektrische en hydraulische bewegingssystemen.
Naast deze hardware-elementen speelt de software een grote rol. Vanzelfsprekend geldt dit voor het dynamische simulatiegedeelte waarin de aerodynamica wordt nagebootst, maar ook de systeemsoftware en de trainingssoftware zijn van groot belang.
Een vliegsimulator waarbij de cockpit eruitziet als een volledige replica, waarbij een realistisch buitenbeeld wordt gepresenteerd, en die is voorzien van een bewegingssysteem, wordt doorgaans een full motion simulator (of full flight simulator) genoemd. Vliegsimulatoren hebben een bepaalde rating die bepaalt voor welke trainingsdoeleinden ze gebruikt mogen worden. De hoogst haalbare rating is 'Level D'. Dergelijke simulatoren hebben een aanschafwaarde van tussen de 6 en 10 miljoen Amerikaanse dollar. Grotere modellen kunnen oplopen tot 20 miljoen Amerikaanse dollar.
Kleinere simulatoren hebben vaak geen bewegingssysteem (Fixed base) en minder goede visuals. Toch kan zo'n systeem een positieve trainingsbijdrage hebben, bijvoorbeeld als procedure-trainer.

## Toepassing in opleiding en certificering
Afhankelijk van de fase in het leerproces waar de leerling zich bevindt, zal een bepaald realisme van de simulatie gewenst zijn. In het algemeen zou men kunnen zeggen dat naarmate de simulator de werkelijkheid dichter benadert het aantal vlieguren op het echte toestel verminderd kan worden. Vliegsimulatoren zijn inmiddels zo goed geworden dat voor bepaalde trainingen de piloot zijn hele opleiding op de vliegsimulator kan afronden. Deze vorm, die zero flight time training wordt genoemd, zal met name van toepassing zijn wanneer een piloot omgeschoold wordt van het ene naar het andere type vliegtuig.